# USA (album)
USA – koncertowy i ostatni album "oryginalnej" grupy King Crimson, wydany w 1975 r.

## Historia i charakter albumu
Album został nagrany podczas dwóch występów w czasie ostatniej tury koncertowej King Crimson w USA. Oryginalne winylowe wydanie albumu zawierało siedem utworów; 6 z nich zostało nagranych w Asbury Park i jeden w Providence. Z okazji 30 rocznicy wydania płyty, Robert Fripp przygotował specjalne wydanie, do którego dodał dwa utwory (8 i 9) pochodzące również z koncertu w Asbury Park.
Oryginalna wersja płyty nie zawierała informacji, że pierwszy, wstępny utwór albumu "Walk on", to w rzeczywistości fragment kompozycji Roberta Frippa i Briana Eno "No Pussyfooting".
Utwór zatytułowany "Asbury Park" jest typowym, pełni improwizowanym fragmentem koncertu King Crimson.

## Muzycy
- Robert Fripp – gitara, melotron
- David Cross – skrzypce, instrumenty klawiszowe
- John Wetton – gitara basowa, wokal
- Bill Bruford – perkusja

## Spis utworów
Oryginalny album 1–7
| 1. | Walk on...No Pussyfooting (Fripp/Eno)                          | 0:35    |
|    |                                                                |         |
| 2. | Lark's Tongues in Aspic Part II (Fripp)                        | 6:24    |
|    |                                                                |         |
| 3. | Lament (Fripp/Wetton/Palmer-Jones)                             | 4:21    |
|    |                                                                |         |
| 4. | Exiles (Cross/Fripp/Palmer-Jones)                              | 7:23    |
|    |                                                                |         |
| 5. | Asbury Park (Cross/Fripp/Wetton/Bruford)                       | 6:53    |
|    |                                                                |         |
| 6. | Easy Money (Fripp/Wetton/Palmer-Jones)                         | 7:11    |
|    |                                                                |         |
| 7. | 21st Century Schizoid Man (Fripp/McDonald/Lake/Giles/Sinfield) | 8:10    |
|    |                                                                |         |
| 8. | Fracture (Fripp)[a]                                            | 11:19   |
|    |                                                                |         |
| 9. | Starless[b] (Cross/Fripp/Wetton/Bruford/Palmer-Jones)          | 14:55   |
|    |                                                                |         |
|    |                                                                | 1:07:11 |
|    |                                                                |         |

## Opis płyty
- Producent – King Crimson
- Inżynier dźwięku – George Chikanz
- Miejsce nagrania – Casino w Asbury Park, USA (1-6, 8, 9) i Palace Theatre w Providence, USA (7)
- Data nagrania – 28 czerwca 1974 (1–6, 8, 9); 30 czerwca 1974 (7)
- Nagranie – Record Plant Nowy York
- Miksowanie – Olympic Studios, Londyn
- Postprodukcyjne korekty – w miejsce partii Davida Cross w utworach 2, 3 i 7 nałożono partie skrzypiec i pianina (3) w wykonaniu Eddiego Jobsona
- Okładka – Nicholas De Ville
- Typografia – Bob Bowcett C.C.S.
- Fotografie – Willie Christe
- Fotografia efektu Kirliana na okładce książki (tył okładki albumu) – Joe Pizzo, David Zink
- 24-bitowy remastering – Simon Heyworth i Robert Fripp
- Studio – Sanctuary Mastering, Londyn
- Projekt wkładki – Hugh O’Donnell
- Fotografie we wkładce – Don Gott, Dagmar, Antonio Tiedra
- Długość – 1 godz. 7 min. 11 sek.
- Firma nagraniowa – Atlantic
- Numer katalogowy – 18136
- Firma nagraniowa (wznowienie z okazji 30-lecia) – Virgin
- Numer katalogowy – CDVKCX12 (7 24381 21792 4)